# Melanomya
Melanomya is een geslacht van insecten uit de familie van de Bromvliegen (Calliphoridae), die tot de orde tweevleugeligen (Diptera) behoort.

## Soorten
- M. abdominalis (Reinhard, 1929)
- M. bicolor (Coquillett, 1899)
- M. flavescens (Reinhard, 1929)
- M. flavipennis (Coquillett, 1902)
- M. grisea (Coquillett, 1899)
- M. mitis (Reinhard, 1945)
- M. nana (Meigen, 1826)
- M. obscura (Townsend, 1919)
- M. ordinaria (West, 1925)